# Ava Michelle
Ava Michelle Cota (Fenton, Míchigan; 10 de abril de 2002) es una actriz, cantante, bailarina y modelo estadounidense. Es más conocida por interpretar a Jodi Kreyman en la comedia romántica de Netflix Tall Girl. También participó en la tercera y cuarta temporada de Dance Moms.

## Biografía
Ava Michelle Cota nació y se crio en Fenton, Míchigan. Fue miembro de la JC's Broadway Dance Academy, que era propiedad y estaba operada por su madre, Jeanette, la cual cerró permanentemente en 2017. Fue bailarina invitada del ALDC «Select Team» en la cuarta temporada de Dance Moms.
Ava Michelle ha sido entrenada en danza contemporánea, ballet, pointe, jazz y tap dance. También es modelo e hizo su debut en la pasarela de la Semana de la Moda de Nueva York en 2017. En 2018, lanzó una campaña en las redes sociales, #13Reasons4Me, que alienta a las personas a enumerar 13 cosas que aman de sí mismas o de sus vidas.

## Carrera
Ava Michelle apareció en 2013 en la serie de televisión Dance Moms y fue habitual en el programa durante otros 4 años. Más tarde, recorrió los Estados Unidos con otras antiguas estrellas de Dance Moms en 2018. En 2016, estuvo en el primer episodio de So You Think You Can Dance: The Next Generation, aunque finalmente fue eliminada debido a su altura.
Apareció en varios cortometrajes en 2018 e hizo apariciones en dos episodios de The Bold and the Beautiful. Su primer papel importante en la actuación fue el personaje principal en la película de Netflix Tall Girl, estrenada el 13 de septiembre de 2019.

## Filmografía

### Cine
| Año  | Título             | Rol                | Notas        |
| ---- | ------------------ | ------------------ | ------------ |
| 2018 | This Is Me         | Olivia Newton-John | Cortometraje |
| 2018 | Mateo Mio          | Anna               | Cortometraje |
| 2018 | A Christmas Dinner | Sophia Bailey      | Cortometraje |
| 2019 | Tall Girl          | Jodi Kreyman       | Protagonista |
| 2022 | Tall Girl 2        | Jodi Kreyman       | Protagonista |

### Televisión
| Año         | Título                                          | Rol              | Notas        |
| ----------- | ----------------------------------------------- | ---------------- | ------------ |
| 2014 - 2017 | Dance Moms                                      | Ella Misma       | 18 episodios |
| 2016        | So You Think You Can Dance: The Next Generation | Ella Misma       | 1 episodio   |
| 2018        | The Bold and the Beautiful                      | Modelo Forrester | 2 episodios  |